# Лугелин Сантос
Лугелин Мигел Сантос Акино (шп. Luguelín Miguel Santos Aquino; Бајагуана, 12. новембар 1993) је атлетичар Доминиканске Републике, специјалиста за трчање на 400 м. На првенству света 2011. године је постао светски првак у трци на 400 м. Сантос је освајач сребрне медаље на Олимпијским играма 2012. у Лондону.

## Биографија
Лугелин Сантос рођен је 1993. у граду Бајагуани у сиромашној породици. Трчати је почео 2002. године заједно с братом. По наговору рођака, он и његов брат су почели да трче. Трчао је бос, јер није имао ципеле, а често и гладан. Пошто у близини места где је живео није било атлетских стаза, тренирао је на локалном стадиону за бејзбол. У почетку је покушао трчати на дужим дистанцама, затим средњим, и коначно се зауставио на 400 метара, када је имао 14 година.
Први међународни наступ имао је 2009. године на Панамеричком јуниорском првенству. Исте године због проблема с визом пропустио је Светско јуниорско првенство.
Сезона 2010. била му је најуспешнија у каријери за јуниорску конкуренцију. У јуну је поставио јуниорски рекорд Доминиканске Републике у времену 46,19 секунди, а недељу дана касније освојио је на јуниорском првенству Средње Америке и Кариба, сребрну медаљу на 400 м, а бронзану са штафетом 4 х 400 м. На глобалној сцени, шести је на Светском јуниорском првенству, а затим на Олимпијским играма младих у Сингапуру постиже своје прве велике победе освојивши две златне медаље на 400 метара и са мешовитом континеталном штафетом (100, 200, 300 и 400 м).
Почетком 2011. преселио се у Сан Херман, у Порторику да буде ближе свом тренеру и да студира на Интерамеричком универзитету Порторика. Повреда тетиве омета његове тренинге у првој половини године. Пропустио је квалификације за Светско првенство 2011., али се опоравио у августу када је у Боготи трчао испод 46 секунди. Истакао се на Панамеричким играма, осваја две сребрне медаље и постигао два национална рекорда. Трчао је 44,71 секунди на 400 м стигавши други иза Нери Бринса, а затим допринео резултату штафете 4 х 400 м Доминиканске Републике, која је завшила иза штафете Кубе резултатом националног рекорда од 3:00,44 минута.
Први пут је трчао у затвореном простору на Светском првенству у дворани 2012. достигавши до полуфинала и постављање личног рекорда од 46,83 секунди. Учествова је на неколико митинга у оквиру ИААФ Дијамантске лиге и увек се пласирао веома високо, да би на митингу Адидас гран при у Њујорку, победио бившег светског првака и олимпијског победника Џереми Воринера. Дан касније на Иберо-америчком првенству, узимајући бронзану медаљу, обезбеђује место за учешће на Олимпијским играма у Лондону.
Године 2012. у трци на 400 м, осваја златну медаљу на Светском јуниорском првенству у Барселони, а највећи успех у каријери постигао је на Олимпијским играма, када осваја сребрну медаљу у истој дисциплини.
На истим играма учесвовао је и у трци штафета, где је штафета Доминиканске Републике дисквалификована у квалификацијама.
У 2013. са штафетом осваја Првенство Северне Америке и Кариба, а појединачно је трећи на Светском првенству у Москви.

## Значајнији резултати
| Год.                                   | Такмичење                                      | Место                                  | Пласман                                | Дисциплина                             | Резултат                               |
| Репрезентативац Доминиканска Република | Репрезентативац Доминиканска Република         | Репрезентативац Доминиканска Република | Репрезентативац Доминиканска Република | Репрезентативац Доминиканска Република | Репрезентативац Доминиканска Република |
| -------------------------------------- | ---------------------------------------------- | -------------------------------------- | -------------------------------------- | -------------------------------------- | -------------------------------------- |
| 2010                                   | Првенство Центране Америке и Кариба за јуниоре | Санто Доминго, Доминиканска Република  | 2                                      | 400 м                                  | 46,94                                  |
| 2010                                   | Првенство Центране Америке и Кариба за јуниоре | Санто Доминго, Доминиканска Република  | 3                                      | 4x400 м                                | 3:10,55                                |
| 2011                                   | Панамеричке игре                               | Гвадалахара, Мексико                   | 2                                      | 400 м                                  | 44,71                                  |
| 2011                                   | Панамеричке игре                               | Гвадалахара, Мексико                   | 2                                      | 4x400 м                                | 3:00,44                                |
| 2012                                   | Светско првенство у дворани                    | Истанбул, Турска                       | 9                                      | 400 м                                  | 46,83                                  |
| 2012                                   | Иберо–америчко првенство                       | Barquisimeto, Венецуела                | 3                                      | 4x400 м                                | 3:02,02                                |
| 2012                                   | Светско јуниорско првенство                    | Барселона, Шпанија                     | 1                                      | 400 м                                  | 44,85                                  |
| 2012                                   | Олимпијске игре                                | Лондон, Уједињено Краљевство           | 2                                      | 400 м                                  | 44,46                                  |
| 2013                                   | Првенство Центране Америке и Кариба            | Морелија, Мексико                      | 4                                      | 200 м                                  | 20,55                                  |
| 2013                                   | Првенство Центране Америке и Кариба            | Морелија, Мексико                      | 3                                      | 4x400 м                                | 3:02,82                                |
| 2013                                   | Светско првенство                              | Москва, Русија                         | 38                                     | 200 м                                  | 21,13                                  |
| 2013                                   | Светско првенство                              | Москва, Русија                         | 3                                      | 400 м                                  | 44,52                                  |
| 2013                                   | Светско првенство                              | Москва, Русија                         | 14                                     | 4x400 м                                | 3:03,61                                |
| 2014                                   | Светско првенство у дворани                    | Сопот, Пољска                          | 7                                      | 400 м                                  | 46,37                                  |

## Лични рекорди
- 200 м: 20,55 (2013)
- 400 м на отвореном: 44,45 (2012) НР
- 400 м у дворани: 45,89 (2014) НР